# Catherine Mégret

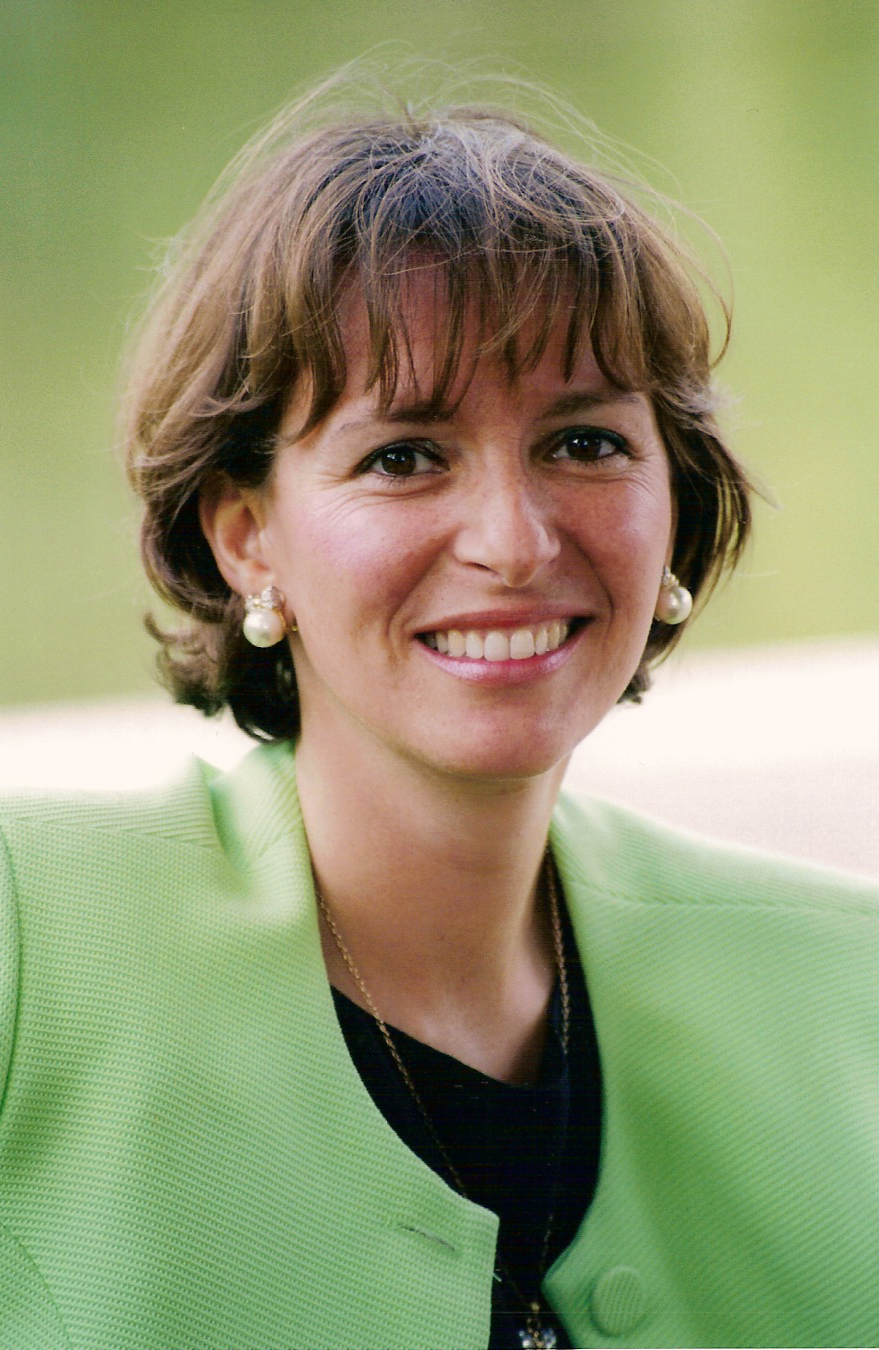
Catherine Mégret, März 2002

Catherine Mégret (* 1958) ist eine französische Politikerin und ehemalige Bürgermeisterin von Vitrolles.
Sie war das erste Mitglied der rechtsextremen Front National (FN), das ein Bürgermeisteramt erlangen konnte. 1999 verließ sie die FN und schloss sich der von ihrem Ehemann Bruno Mégret gegründeten Mouvement national républicain an. Hier sitzt sie im nationalen Parteivorstand.
Während ihrer Zeit als Bürgermeisterin von Vitrolles (1997 bis 2002) veruntreute ihr Ehemann Gelder der Gemeinde für seine politische Kampagne.